# 阿維托托爾
阿維托托爾公司（俄语：Автотор），1996年成立，總部設於俄羅斯外飛地加里宁格勒州，是各知名汽車品牌如寶馬、通用、現代、起亞等的代工商。至2008年已經是全世界最大的汽車製造公司，2011年的營業額為40億歐元，聘用人手達3,500名。2022年，该公司停业数月。2023年，开始与中国汽车企业如凯翼汽车合作。

## 外部連結
- 官方网站